# Массовое убийство на военной базе Форт-Худ (2009)

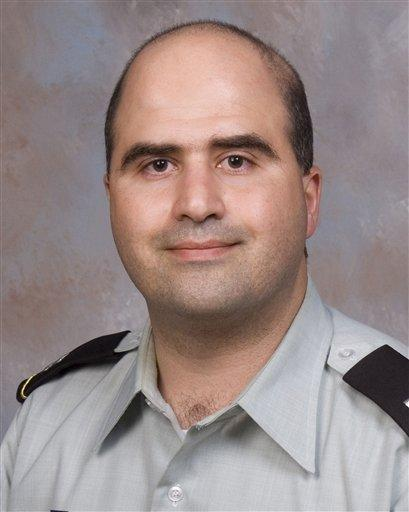
Нидал Хасан

Массовое убийство на военной базе Форт-Худ в 2009 году (англ. 2009 Fort Hood shooting) — преступление, произошедшее на военной базе Форт-Худ в американском штате Техас 5 ноября 2009 года. Убийства совершил 39-летний военный врач-психиатр, майор вооруженных сил США Нидал Малик Хасан (род. 8 сентября 1970 года).
Массовое убийство, в результате которого погибло 13 человек и было ранено 32, было совершено у медицинского центра для освидетельствования военнослужащих перед отправкой на заокеанские театры военных действий (Афганистан, Ирак), примерно в 13:30 по местному времени. Родившийся в США военный психиатр Нидал Хасан, мусульманин по вероисповеданию, неоднократно высказывавший недовольство относительно иракской и афганской кампаний США среди сослуживцев, открыл огонь по безоружным сослуживцам. Судя по всему[уточнить], атака убийцы вызвала неразбериху и панику на базе, и военные не исключали, что некоторые пострадавшие попали под перекрёстный огонь. Убийца получил ранения, но остался жив.
Стрельба была остановлена прибывшими местными полицейскими. Сержант Кимберли Манли (англ. Kimberly Munley) попала в нападавшего по крайней мере 4 раза, была сама ранена в обе ноги и запястье. Последние выстрелы она произвела лёжа на спине. Сержант Манли проводила контроль дорожного движения, когда полиция получила сигнал о стрельбе на военной базе.
Кимберли 34 года, она инструктор по огнестрельному оружию, входит в местную полицейскую группу SWAT, специалист в области оружия и снайперской стрельбы. У неё есть 2-летняя дочь и (от предыдущего брака) 15-летняя дочь.
26 января 2011 года Нидал Малик Хасан был признан вменяемым.
28 августа 2013 года приговорён к смертной казни путём инъекции.
В феврале 2014 года корпус номер 42003, в котором майор Нидал Хасан открыл стрельбу в 2009 году, был разрушен. Здание не использовалось в течение примерно четырех лет. Теперь на его месте будут посажены деревья, построена беседка и установлена мемориальная доска.